# Micah Hamilton
Pour les articles homonymes, voir Hamilton.
Micah Hamilton, né le 13 novembre 2003 à Manchester, est un footballeur anglais qui joue au poste de milieu offensif.

## Biographie

### Carrière en club
Né à Manchester en Angleterre, Micah Hamilton est formé par le Manchester City FC dès ses 7 ans,, où il commence sa carrière professionnelle avec le club de championnat d'Angleterre. Il joue son premier match avec l'équipe première du club le 13 décembre 2023, lors du match de Ligue des champions contre l'étoile rouge de Belgrade. Titulaire, il est buteur et passeur décisif lors de cette victoire 3-2 chez l'ancien vainqueur de la Coupe des clubs champions européens,,,.

### Carrière en sélection
Micah Hamilton est international en catégorie junior avec l'équipe d'Angleterre des moins de 16 ans.

## Statistiques
| Saison                | Club                  | Championnat           | Championnat | Championnat | Championnat | Coupe nationale | Coupe nationale | Coupe nationale | Coupe de la Ligue | Coupe de la Ligue | Coupe de la Ligue | Supercoupe | Supercoupe | Supercoupe | Compétition(s) continentale(s) | Compétition(s) continentale(s) | Compétition(s) continentale(s) | Compétition(s) continentale(s) | Supercoupe UEFA | Supercoupe UEFA | Supercoupe UEFA | Angleterre | Angleterre | Angleterre | Total | Total | Total |
| Saison                | Club                  | Division              | M.          | B.          | P.d.        | M.              | B.              | P.d.            | M.                | B.                | P.d.              | M.         | B.         | P.d.       | Comp.                          | M.                             | B.                             | P.d.                           | M.              | B.              | P.d.            | M.         | B.         | P.d.       | M.    | B.    | P.d.  |
| 2023-2024             | Manchester City       | Premier League        | -           | -           | -           | 1               | 0               | 0               | -                 | -                 | -                 | -          | -          | -          | C1                             | 2                              | 1                              | 0                              | 0               | 0               | 0               | -          | -          | -          | 3     | 1     | 0     |
| Total sur la carrière | Total sur la carrière | Total sur la carrière | 0           | 0           | 0           | 1               | 0               | 0               | 0                 | 0                 | 0                 | 0          | 0          | 0          | -                              | 2                              | 1                              | 0                              | 0               | 0               | 0               | 0          | 0          | 0          | 3     | 1     | 0     |